# Chalcosyrphus scalisticius
Chalcosyrphus scalisticius är en tvåvingeart som beskrevs av Yang och Cheng 1998. Chalcosyrphus scalisticius ingår i släktet mulmblomflugor, och familjen blomflugor. Inga underarter finns listade i Catalogue of Life.